# 친퀘디아

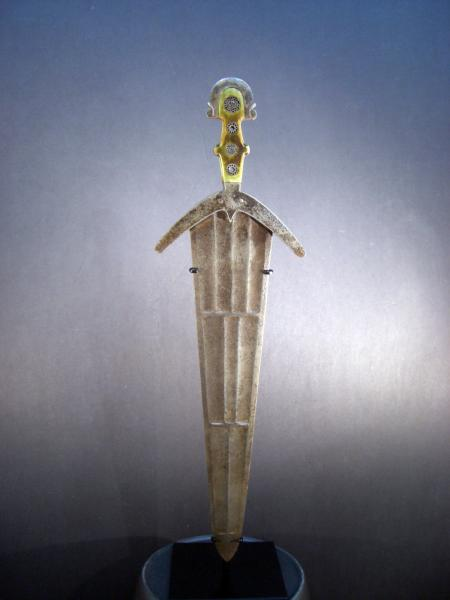

친퀘디아(이탈리아어: cinquedea)는 짧은 검 내지 긴 단검의 일종이다. 15세기에서 16세기 르네상스 시대의 이탈리아에서 애용되었다.
친퀘디아라는 이름은 "다섯 손가락"이라는 뜻으로, 코등이에 붙은 칼날의 너비를 의미한다. 칼날은 묵직했으며, 길이는 45 cm 정도, 칼끝으로 갈수록 점점 가늘어져서 끝은 둥글었다. 칼자루는 단순한 모양이며, 작은 끝장식이 붙었다. 코등이는 초승달 모양으로 휘었으며 오목한 쪽이 칼끝을 향한다. 무기를 가볍게 하기 위해 칼날의 넓은 쪽을 따라 혈조가 파여 있다.

## 같이 보기
- 단검 목록